# Edificio Transradio Internacional
El Edificio Transradio Internacional (o simplemente Edificio Transradio) es un edificio de oficinas construido para la Compañía Argentina de Telecomunicaciones que se encuentra en la esquina de la Avenida Corrientes y San Martín, en el barrio de San Nicolás, ciudad de Buenos Aires, Argentina. Actualmente la ocupa una sucursal del HSBC (que absorbió a la Banca Nazionale del Lavoro).
Fue proyectado por el arquitecto Alejandro Christophersen, miembro del directorio de la compañía, para alojar a las oficinas y dependencias de la Transradio Internacional, parte de la Compañía Argentina de Telecomunicaciones S.A. 
La entrada para el público se encuentra en la ochava, y está coronada por un gran reloj dorado con los signos del zodíaco. Por ella se accedía a las ventanillas del telégrafo. La entrada principal a los pisos superiores está sobre la calle San Martín.
En el subsuelo se instalaron los archivos del edificio y la caldera de calefacción y otras máquinas. En el 1º piso se instalaron los locales de trabajo: el taller electromecánico, los transmisores, y controles especiales. En el 2º piso, las contadurías, secretarías y otras oficinas. En el 3º, el directorio, la administración general, la gerencia y el salón de actos y conferencias con sistema de aire acondicionado. El 4º piso se ubicaron las oficinas técnicas, fototelegrafía, laboratorios, etc. En los pisos 5º, 6º y 7º se instalaron oficinas de renta (alquiler); y el 8º piso se destinó a distintas dependencias, como la residencia del portero y divisiones de mantenimiento.
La fachada del edificio aún conserva rastros de las esquirlas de proyectiles disparados por un tanque Sherman del ejército, al ser éste tomado por militantes antiperonistas durante el Golpe de Estado autodenominado Revolución Libertadora de 1955.